# Ленин през октомври
„Ленин през октомври“ (на руски: Ленин в октябре) е съветски черно-бял игрален филм на режисьора Михаил Ром – първата част от дилогията; втората част – филмът „Ленин през 1918 г.“ – излиза през 1939 г. Заснет и издаден през 1937 г. Преработена версия на филма е издадена през 1956 г.; през 1963 г. филмът е монтиран отново.

## Сюжет
Сюжетът описва събитията от Октомврийска революция от 1917 г. и ролята на Ленин в организирането на болшевишкото въстание. Петроград не е спокоен, настъпват вълнения сред работниците. Ленин тайно пристига на гарата в Петроград, неговият бодигард, работникът Василий, го превежда през кордона. Ленин се среща със Сталин, който е показан като негов най-близък съратник. Скоро започва нелегално заседание на Централния комитет на болшевишката партия, където се подготвя въстание.
По-долу са показани всички важни събития от най-новата история на СССР: подготовката на въстание във фабриките и заводите на Петроград, добре познатият празен залп на Аврора, нападението на Зимен дворец. Многократно се подчертава предателството на Каменев и Зиновиев, което не може да осуети плановете на болшевиките.
Филмът завършва с обявяването на победата на революцията на Втория конгрес на Съветите с думите на Ленин: „Другари! Работническата и селска революция, за чиято необходимост говореха болшевиките, се сбъдна!“.

## Създатели
- Режисьор: Михаил Ром
- Сценарист: Алексей Каплер
- Оператор: Борис Волчек
- Сърежисьор: Дмитрий Василиев
- Композитор: Анатолий Александров
- Асистент-режисьор: Исидор Симков
- Художник на продукцията: Борис Дубровски-Ешке
- Звукоинженер: Владимир Богданкевич
- Монтаж: Татяна Лихачева
- Оператори: Игор Гелейн, Ера Савелиева
- Гримьор: А. Ермолов
- Режисьори: Игор Вакар, Н. Привезенцев

## Актьорски състав
- Борис Шчукин – Владимир Илич Ленин
- Николай Охлопков като Василий, болшевик, свръзка на Ленин и бодигард
- Василий Ванин – Матвеев, болшевик
- Владимир Покровски – Дзержински
- Николай Арски – Блинов, командир на Червената гвардия
- Елена Шатрова като Анна Михайловна, собственичка на убежището
- Клавдия Коробова като Наталия, съпругата на Василий
- Николай Свободин като Валериан Рутковски, социален революционер, помощник-министър на временното правителство
- Виктор Ганшин като Жуков, член на Централния комитет на партията на социалистите-революционери
- Владимир Владиславски – Карнаухов
- Александър Ковалевски – Керенски
- Николай Соколов – Родзянко
- Николай Чаплыгин – Кирилин
- Иван Лагутин – Филимонов, пълнител
- Семьон Голдщаб – Сталин (в оригиналната версия на филма)
- Александър Гречани – моряк-агитатор (не е в кредитите)
- Фьодор Селезнев – Петър, брат на Наталия, войник (не е в надписите)
- Сергей Ценин – Малянтович (не в надписите)
- Виктор Колпаков – есер (не е в надписите)
- Инна Фьодорова – диригент (не е в надписите)
- Николай Хрящиков – политически работник (не е в надписите)
- Анатоли Папанов – работник (не е в надписите)

## Награди
- 1941 – Сталинска награда. Режисьор Михаил Ром и главният актьор Борис Шчукин (посмъртно).[1]